# Джон Макклелланд (біолог)
Джон Макклелланд (англ. John McClelland; 1805-1883) — британський лікар, натураліст, геолог, біолог. Автор біологічних таксонів.

## Біографія
Джон Макклелланд працював на Ост-Індійську компанію. Він був членом Чайного комітету. У 1835 року компанія відправила його разом з Натаніелем Валліхом та Вільямом Гріффітом а Ассам, що визначити перспективи вирощування чаю. Під час експедиції Макклелланд збирав зразки тварин та рослин. Згодом зразки вивчали британські біологи. Зокрема, Томас Горсфілд описав 96 видів птахів, з яких 26 були новими для науки.
У 1836 році Макклелланд призначений секретарем Вугільного комітету (попередник Геологічної служби Індії). Він першим запропонував найняти професійних геологів для вивчення можливостей експлуатації індійського вугілля. Він також займався описуваннями лісів і його доповіді призвели до створення Лісового департаменту Індії.
У 1846—1847 роках Джон Макклелланд служив керівником Калькуттського ботанічного саду. У 1841—1847 роках працював редактором «Калькутського журналу природознавства».

## Епоніми
На честь Макклелланда названо:
- вид птаха Ixos mcclellandii
- вид змії Sinomicrurus macclellandi